# Euscorpiidae
Euscorpiidae é uma família de escorpiões, da ordem Scorpiones.

## Gêneros
| Alloscorpiops Vachon, 1980 |
| Chactopsis Kraepelin, 1911 |
| Dasyscorpiops Vachon, 1974 |
| Euscorpiops Vachon, 1980   |
| Euscorpius Thorell, 1876   |
| Megacormus Karsch, 1881    |
| Neoscorpiops Vachon, 1980  |
| Paracorpiops Banks, 1928   |
| Plesiochactas Pocock, 1900 |
| Scorpiops Peters, 1861     |
| Troglocormus Francke, 1981 |